# Kamionka Strumiłowa Süd (gmina)
Gmina Kamionka Strumiłowa Süd (gmina Kamionka Strumiłowa-Południe) – dawna gmina wiejska funkcjonująca w latach 1941–1944 pod okupacją niemiecką w Polsce. Siedzibą gminy była pozbawiona praw miejskich Kamionka Strumiłowa (będąca również siedzibą gminy Kamionka Strumiłowa Nord).
Gmina Kamionka Strumiłowa Süd (Południe) została utworzona przez władze hitlerowskie z terenów okupowanych przez ZSRR w latach 1939–1941, stanowiących przed wojną gminę miejską Kamionka Strumiłowa oraz część zlikwidowanej gminy Kamionka Strumiłowa, należących  do powiatu kamioneckiego w woj. tarnopolskim. Gmina weszła w skład powiatu kamioneckiego (Kreishauptmannschaft Kamionka Strumiłowa), należącego do dystryktu Galicja w Generalnym Gubernatorstwie. W skład gminy wchodziły miejscowości: Dernów, Kamionka Strumiłowa, Sapieżanka, Sokole i Tadanie.
Po wojnie obszar gminy wszedł w struktury administracyjne ZSRR.